# Copa Chile 2021
La Copa Chile 2021, llamada por razones de patrocinio, Copa Chile Easy 2021, fue la 41.ª edición del tradicional torneo de copa entre clubes de Chile, quienes buscaron el cupo de Chile 4, para la Copa Libertadores 2022.
En el torneo, participaron nuevamente los 45 equipos de las tres categorías profesionales de la ANFP (Primera División, Primera B y Segunda División Profesional).
Por segunda edición consecutiva, Colo Colo se coronó campeón al derrotar por 2-0 en la final a Everton, obteniendo así su decimotercer título.

## Modalidad
La Copa Chile 2021 siguió con el sistema de eliminación directa, con llaves que se jugaron a 2 partidos (ida y vuelta). Las llaves y posteriores encuentros en las fases fueron previamente sorteadas por la ANFP.
Fase I
Los 16 clubes de Primera B, se enfrentarán con los 12 clubes de la Segunda División Profesional a partido único. Los equipos de menor categoría serán locales. Los 14 clasificados avanzarán a la siguiente fase.
Fase II
Los 14 clubes clasificados enfrentarán a 16 clubes de la Primera División. Los equipos de menor categoría harán de local en el primer partido. Los 15 clubes clasificados avanzarán a la siguiente fase.
Octavos de final
Los 15 clubes clasificados se emparejarán para conformar las 8 llaves; en esta fase ingresa a la competencia Colo-Colo por ser el campeón defensor. A los clubes se les asignará un número del 1 al 16. Los equipos que tengan un número mayor respecto a su rival, serán quienes sean los locales en el partido de vuelta. Serán 8 los equipos que clasifiquen a la siguiente fase.
Cuartos de final
Los 8 clubes clasificados se enfrentarán en partidos de ida y vuelta, y según su numeración se determinará quién será local en el primer partido de la fase. Los clubes clasificados jugarán la siguiente fase.
Semifinal
Los 4 equipos que avancen se enfrentarán a partidos de ida y vuelta, siguiendo la regla de que quien posea el mayor número, será quien defina la llave en casa.
Final
La final se jugará a partido único en cancha neutral. El campeón obtendrá la copa y tendrá el derecho, a participar en la Copa Conmebol Libertadores 2022 como «Chile 4», además de disputar la Supercopa de Chile 2022.

## Participantes

### Primera División
| Equipo               | Ciudad       | Estadio                    | Capacidad |
| -------------------- | ------------ | -------------------------- | --------- |
| Audax Italiano       | Santiago     | Bicentenario de La Florida | 12.000    |
| Cobresal             | El Salvador  | El Cobre                   | 12.000    |
| Colo-Colo            | Santiago     | Monumental                 | 47.347    |
| Curicó Unido         | Curicó       | La Granja                  | 8.278     |
| Deportes Antofagasta | Antofagasta  | Calvo y Bascuñán           | 21.100    |
| Deportes La Serena   | La Serena    | La Portada                 | 18.500    |
| Deportes Melipilla   | Melipilla    | Roberto Bravo              | 6.500     |
| Everton              | Viña del Mar | Sausalito                  | 21.000    |
| Huachipato           | Talcahuano   | Huachipato - CAP           | 10.500    |
| Ñublense             | Chillán      | Nelson Oyarzún             | 12.000    |
| O'Higgins            | Rancagua     | El Teniente                | 14.000    |
| Palestino            | Santiago     | Municipal de La Cisterna   | 12.000    |
| Santiago Wanderers   | Valparaíso   | Elías Figueroa             | 21.568    |
| Unión Española       | Santiago     | Santa Laura                | 19.887    |
| Unión La Calera      | La Calera    | Nicolás Chahuán            | 9.200     |
| Universidad Católica | Santiago     | San Carlos de Apoquindo    | 14.880    |
| Universidad de Chile | Santiago     | Nacional                   | 48.665    |

### Primera B
| Equipo                    | Ciudad       | Estadio                   | Capacidad |
| ------------------------- | ------------ | ------------------------- | --------- |
| Barnechea                 | Santiago     | Municipal de Lo Barnechea | 2.500     |
| Cobreloa                  | Calama       | Zorros del Desierto       | 12.102    |
| Coquimbo Unido            | Coquimbo     | Francisco Sánchez         | 18.750    |
| Deportes Copiapó          | Copiapó      | Luis Valenzuela           | 8.500     |
| Deportes Iquique          | Iquique      | Tierra de Campeones       | 13.171    |
| Deportes Santa Cruz       | Santa Cruz   | Joaquín Muñoz             | 6.000     |
| Deportes Puerto Montt     | Puerto Montt | Chinquihue                | 10.000    |
| Deportes Temuco           | Temuco       | Germán Becker             | 18.000    |
| Fernández Vial            | Concepción   | Ester Roa                 | 33.000    |
| Magallanes                | San Bernardo | Luis Navarro              | 3.500     |
| Rangers                   | Talca        | Fiscal de Talca           | 16.000    |
| San Luis de Quillota      | Quillota     | Lucio Fariña              | 7.700     |
| San Marcos de Arica       | Arica        | Carlos Dittborn           | 14 373    |
| Santiago Morning          | Santiago     | Municipal de La Pintana   | 5.000     |
| Unión San Felipe          | San Felipe   | Municipal de San Felipe   | 10.000    |
| Universidad de Concepción | Concepción   | Ester Roa                 | 33.000    |

### Segunda División
| Equipo              | Ciudad       | Estadio                  | Capacidad |
| ------------------- | ------------ | ------------------------ | --------- |
| Colchagua           | San Fernando | Jorge Silva              | 6.000     |
| Deportes Colina     | Colina       | Manuel Rojas             | 4.000     |
| Deportes Concepción | Concepción   | Ester Roa                | 33.000    |
| Deportes Limache    | Limache      | Lucio Fariña             | 7.700     |
| Deportes Recoleta   | Santiago     | Leonel Sánchez           | 1.000     |
| Deportes Valdivia   | Valdivia     | Parque Municipal         | 5.000     |
| General Velásquez   | San Vicente  | Augusto Rodríguez        | 3.000     |
| Iberia              | Los Ángeles  | Municipal de Los Ángeles | 4.150     |
| Independiente       | Cauquenes    | Miguel Alarcón           | 1.500     |
| Lautaro de Buin     | Buin         | Lautaro de Buin          | 3.700     |
| Rodelindo Román     | Santiago     | Arturo Vidal             | 3.500     |
| San Antonio Unido   | San Antonio  | Lucio Fariña             | 7.700     |

## Fase 1
Los 16 equipos de la Primera B —4 de ellos se enfrentan entre sí—, se enfrentarán ante los 12 clubes de la Segunda División Profesional. El local fue determinado por sorteo y las llaves definidas por criterio geográfico. Los partidos se jugarán el 15 y 16 de junio. Los 14 clasificados avanzan a la segunda fase, la ronda de dieciseisavos de final, donde esperan los clubes de la Primera División.
| Local               | Resultado    | Visita                    |
| ------------------- | ------------ | ------------------------- |
| Cobreloa            | 2—1          | Deportes Copiapó          |
| Colchagua           | 1—6          | Deportes Santa Cruz       |
| Deportes Valdivia   | 1—3          | Deportes Puerto Montt     |
| Iberia              | 0—1          | Deportes Temuco           |
| Rodelindo Román     | 0—1          | Coquimbo Unido            |
| Deportes Limache    | 1—4          | Barnechea                 |
| Deportes Colina     | 1—0          | Santiago Morning          |
| General Velásquez   | 0—1          | Rangers                   |
| Deportes Recoleta   | 0—3          | San Luis de Quillota      |
| Independiente       | 1—3          | Fernández Vial            |
| Deportes Concepción | 1—0          | Universidad de Concepción |
| Deportes Iquique    | 2—2 (4—3 p.) | San Marcos de Arica       |
| San Antonio Unido   | 2—0          | Unión San Felipe          |
| Lautaro de Buin     | 0—3          | Magallanes                |

## Fase 2
Los 14 equipos clasificados de la primera fase, avanzarán directamente a la segunda fase, a la ronda de 16avos de final, donde esperan 16 clubes de la Primera División. En esta ronda se jugarán en partidos de ida y vuelta. 
| Equipo 1              | Global       | Equipo 2             | Ida | Vuelta |
| --------------------- | ------------ | -------------------- | --- | ------ |
| Universidad de Chile  | 4—1          | San Luis de Quillota | 1—0 | 1—3    |
| Fernández Vial        | 2—2 (4—2 p.) | Cobresal             | 0—0 | 2—2    |
| Deportes Antofagasta  | 0—1          | Coquimbo Unido       | 0—0 | 1—0    |
| Curicó Unido          | 2—2 (2—3 p.) | Rangers              | 1—1 | 1—1    |
| Deportes Melipilla    | 0—1          | Ñublense             | 0—1 | 0—0    |
| O'Higgins             | 2—2 (7—6 p.) | Cobreloa             | 1—0 | 2—1    |
| Everton               | 4—1          | Deportes Santa Cruz  | 3—0 | 1—1    |
| Deportes Iquique      | 5—5 (8—9 p.) | Universidad Católica | 1—1 | 4—4    |
| Barnechea             | 2—7          | Palestino            | 0—2 | 5—2    |
| Santiago Wanderers    | 1—2          | Deportes Concepción  | 0—1 | 1—1    |
| Deportes Colina       | 1—7          | Deportes La Serena   | 1—2 | 5—0    |
| Deportes Temuco       | 2—0          | Unión La Calera      | 0—0 | 0—2    |
| San Antonio Unido     | 2—3          | Huachipato           | 0—0 | 3—2    |
| Deportes Puerto Montt | 3—4          | Unión Española       | 0—2 | 2—3    |
| Magallanes            | 4—3          | Audax Italiano       | 4—0 | 3—0    |

Nota: En las series a dos partidos, el equipo con el mayor número adquirido por sorteo, define como local.

## Eliminatorias
Los 15 equipos clasificados de la segunda fase, avanzarán directamente a los octavos de final, instancia a la que se incorpora Colo-Colo, por su condición de campeón vigente del certamen. Entre los octavos de finsl y la semifinal, se jugarán en partidos de ida y vuelta, mientras que la Final se disputará a partido único.
|  | 8.vos de Final | 8.vos de Final       | 8.vos de Final | 8.vos de Final |   |    | 4.tos de Final | 4.tos de Final | 4.tos de Final | 4.tos de Final |  |    | Semifinal      | Semifinal | Semifinal | Semifinal |  |   | Final   | Final | Final |  |
|  |                |                      |                |                |   |    |                |                |                |                |  |    |                |           |           |           |  |   |         |       |       |  |
|  |                |                      |                |                |   |    |                |                |                |                |  |    |                |           |           |           |  |   |         |       |       |  |
|  | 2              | Universidad de Chile | 1              | 1 (4)          |   |    |                |                |                |                |  |    |                |           |           |           |  |   |         |       |       |  |
|  | 2              | Universidad de Chile | 1              | 1 (4)          |   |    |                |                |                |                |  |    |                |           |           |           |  |   |         |       |       |  |
|  | 13             | Fernández Vial (p.)  | 1              | 1 (5)          |   |    |                |                |                |                |  |    |                |           |           |           |  |   |         |       |       |  |
|  | 13             | Fernández Vial (p.)  | 1              | 1 (5)          |   | 13 | Fernández Vial | 0              | 0              |                |  |    |                |           |           |           |  |   |         |       |       |  |
|  |                |                      |                |                |   | 13 | Fernández Vial | 0              | 0              |                |  |    |                |           |           |           |  |   |         |       |       |  |
|  |                |                      | 24             | Coquimbo Unido | 0 | 3  |                |                |                |                |  |    |                |           |           |           |  |   |         |       |       |  |
|  | 17             | Rangers              | 24             | Coquimbo Unido | 0 | 3  | 0              | 0              |                |                |  |    |                |           |           |           |  |   |         |       |       |  |
|  | 17             | Rangers              |                |                |   |    |                |                |                |                |  |    |                |           |           |           |  |   |         |       |       |  |
|  | 24             | Coquimbo Unido       | 1              | 0              |   |    |                |                |                |                |  |    |                |           |           |           |  |   |         |       |       |  |
|  | 24             | Coquimbo Unido       | 1              | 0              |   |    |                |                |                |                |  | 24 | Coquimbo Unido | 1         | 0         |           |  |   |         |       |       |  |
|  |                |                      |                |                |   |    |                |                |                |                |  | 24 | Coquimbo Unido | 1         | 0         |           |  |   |         |       |       |  |
|  |                |                      | 6              | Everton        | 2 | 0  |                |                |                |                |  |    |                |           |           |           |  |   |         |       |       |  |
|  | 19             | Ñublense (p.)        | 6              | Everton        | 2 | 0  | 1              | 2 (3)          |                |                |  |    |                |           |           |           |  |   |         |       |       |  |
|  | 19             | Ñublense (p.)        |                |                |   |    |                |                |                |                |  |    |                |           |           |           |  |   |         |       |       |  |
|  | 21             | O'Higgins            | 1              | 2 (2)          |   |    |                |                |                |                |  |    |                |           |           |           |  |   |         |       |       |  |
|  | 21             | O'Higgins            | 1              | 2 (2)          |   | 19 | Ñublense       | 0              | 1              |                |  |    |                |           |           |           |  |   |         |       |       |  |
|  |                |                      |                |                |   | 19 | Ñublense       | 0              | 1              |                |  |    |                |           |           |           |  |   |         |       |       |  |
|  |                |                      | 6              | Everton        | 1 | 1  |                |                |                |                |  |    |                |           |           |           |  |   |         |       |       |  |
|  | 6              | Everton              | 6              | Everton        | 1 | 1  | 0              | 2              |                |                |  |    |                |           |           |           |  |   |         |       |       |  |
|  | 6              | Everton              |                |                |   |    |                |                |                |                |  |    |                |           |           |           |  |   |         |       |       |  |
|  | 16             | Universidad Católica | 0              | 0              |   |    |                |                |                |                |  |    |                |           |           |           |  |   |         |       |       |  |
|  | 16             | Universidad Católica | 0              | 0              |   |    |                |                |                |                |  |    |                |           |           |           |  | 6 | Everton | 0     |       |  |
|  |                |                      |                |                |   |    |                |                |                |                |  |    |                |           |           |           |  | 6 | Everton | 0     |       |  |
|  |                |                      | 22             | Colo-Colo      | 2 |    |                |                |                |                |  |    |                |           |           |           |  |   |         |       |       |  |
|  | 20             | Palestino            | 22             | Colo-Colo      | 2 | 4  | 4              |                |                |                |  |    |                |           |           |           |  |   |         |       |       |  |
|  | 20             | Palestino            |                |                |   |    |                |                |                |                |  |    |                |           |           |           |  |   |         |       |       |  |
|  | 29             | Deportes Concepción  | 0              | 0              |   |    |                |                |                |                |  |    |                |           |           |           |  |   |         |       |       |  |
|  | 29             | Deportes Concepción  | 0              | 0              |   | 20 | Palestino      | 2              | 1              |                |  |    |                |           |           |           |  |   |         |       |       |  |
|  |                |                      |                |                |   | 20 | Palestino      | 2              | 1              |                |  |    |                |           |           |           |  |   |         |       |       |  |
|  |                |                      | 22             | Colo-Colo      | 3 | 1  |                |                |                |                |  |    |                |           |           |           |  |   |         |       |       |  |
|  | 15             | Deportes La Serena   | 22             | Colo-Colo      | 3 | 1  | 1              | 0              |                |                |  |    |                |           |           |           |  |   |         |       |       |  |
|  | 15             | Deportes La Serena   |                |                |   |    |                |                |                |                |  |    |                |           |           |           |  |   |         |       |       |  |
|  | 22             | Colo-Colo            | 3              | 4              |   |    |                |                |                |                |  |    |                |           |           |           |  |   |         |       |       |  |
|  | 22             | Colo-Colo            | 3              | 4              |   |    |                |                |                |                |  | 22 | Colo-Colo      | 4         | 3         |           |  |   |         |       |       |  |
|  |                |                      |                |                |   |    |                |                |                |                |  | 22 | Colo-Colo      | 4         | 3         |           |  |   |         |       |       |  |
|  |                |                      | 27             | Unión Española | 0 | 2  |                |                |                |                |  |    |                |           |           |           |  |   |         |       |       |  |
|  | 18             | Deportes Temuco      | 27             | Unión Española | 0 | 2  | 2              | 0              |                |                |  |    |                |           |           |           |  |   |         |       |       |  |
|  | 18             | Deportes Temuco      |                |                |   |    |                |                |                |                |  |    |                |           |           |           |  |   |         |       |       |  |
|  | 30             | Huachipato           | 2              | 2              |   |    |                |                |                |                |  |    |                |           |           |           |  |   |         |       |       |  |
|  | 30             | Huachipato           | 2              | 2              |   | 30 | Huachipato     | 1              | 0              |                |  |    |                |           |           |           |  |   |         |       |       |  |
|  |                |                      |                |                |   | 30 | Huachipato     | 1              | 0              |                |  |    |                |           |           |           |  |   |         |       |       |  |
|  |                |                      | 27             | Unión Española | 1 | 1  |                |                |                |                |  |    |                |           |           |           |  |   |         |       |       |  |
|  | 9              | Magallanes           | 27             | Unión Española | 1 | 1  | 0              | 0              |                |                |  |    |                |           |           |           |  |   |         |       |       |  |
|  | 9              | Magallanes           |                |                |   |    |                |                |                |                |  |    |                |           |           |           |  |   |         |       |       |  |
|  | 27             | Unión Española       | 1              | 1              |   |    |                |                |                |                |  |    |                |           |           |           |  |   |         |       |       |  |
|  | 27             | Unión Española       | 1              | 1              |   |    |                |                |                |                |  |    |                |           |           |           |  |   |         |       |       |  |
|  |                |                      |                |                |   |    |                |                |                |                |  |    |                |           |           |           |  |   |         |       |       |  |

Nota: En las series a dos partidos, el equipo con el mayor número adquirido por sorteo, define como local.

## Final

### Colo-Colo vs. Everton
| 4 de septiembre | Colo-Colo             | 2:0 (0:0) | Everton | Estadio Fiscal, Talca                                                     |                                                                           |
| 16:30 (UTC-4)   | Solari 55' · Cruz 67' | Reporte   |         | Asistencia: 3071 espectadores Árbitro(s): Piero Maza VAR: Christian Rojas | Asistencia: 3071 espectadores Árbitro(s): Piero Maza VAR: Christian Rojas |

|  | vs. |

#### Detalles
| 1     | POR   | Brayan Cortés      |     |
| 16    | DEF   | Óscar Opazo        | 86' |
| 37    | DEF   | Maximiliano Falcón |     |
| 15    | DEF   | Emiliano Amor      |     |
| 17    | DEF   | Gabriel Suazo      |     |
| 22    | MED   | Bryan Soto         | 87' |
| 34    | MED   | Vicente Pizarro    | 45' |
| 5     | MED   | Leonardo Gil       |     |
| 36    | DEL   | Pablo Solari       | 75' |
| 11    | DEL   | Marcos Bolados     |     |
| 9     | DEL   | Javier Parraguez   | 90' |
| D. T. | D. T. | Gustavo Quinteros  |     |

| 1     | POR   | Franco Torgnascioli |     |
| 3     | DEF   | Denil Maldonado     | 84' |
| 5     | DEF   | Julio Barroso       |     |
| 24    | DEF   | Diego Oyarzún       |     |
| 28    | DEF   | Dilan Zúñiga        |     |
| 25    | MED   | Christopher Medina  | 65' |
| 20    | MED   | Rodrigo Echeverría  |     |
| 21    | MED   | Benjamín Berríos    | 65' |
| 8     | MED   | Gary Moya           | 71' |
| 10    | DEL   | Juan Cuevas         |     |
| 16    | DEL   | Matías Leiva        | 64' |
| D. T. | D. T. | Roberto Sensini     |     |

| 35 | Centrocampista | Joan Cruz         | 45' |
| 6  | Centrocampista | César Fuentes     | 75' |
| 13 | Defensa        | Bruno Gutiérrez   | 86' |
| 30 | Centrocampista | Ignacio Jara      | 87' |
| 32 | Delantero      | Luciano Arriagada | 90' |

| 7  | Delantero      | Maximiliano Cerato | 64' |
| 35 | Delantero      | Mitchell Wassenne  | 65' |
| 14 | Centrocampista | Cristián Bravo     | 65' |
| 37 | Delantero      | Rodrigo Díaz       | 71' |
| 4  | Defensa        | Álex Ibacache      | 84' |

| 55' · 67' | Pablo Solari Joan Cruz | 1:0 2:0 |

| 18' · 37' · 71' | Leonardo Gil Maximiliano Falcón Bryan Soto |

| 50' · 59' · 83' | Gary Moya Julio Barroso Mitchell Wassenne |

| Principal  | Piero Maza          |
| Asistentes | Christian Schiemann |
|            | Alejandro Molina    |
| Cuarto     | José Cabero         |

| VAR            | Christian Rojas |
| Asistentes VAR | Gustavo Ahumada |
|                | Claudio Urrutia |

|                    |     |     |
| Tiros              | 9   | 9   |
| Tiros a puerta     | 6   | 3   |
| Faltas             | 8   | 15  |
| Saques de esquina  | 3   | 1   |
| Penaltis           | 0   | 0   |
| Fueras de juego    | 1   | 4   |
| Posesión del balón | 61% | 39% |

| Alineación inicial |

| 1     | POR   | Brayan Cortés      |     |
| 16    | DEF   | Óscar Opazo        | 86' |
| 37    | DEF   | Maximiliano Falcón |     |
| 15    | DEF   | Emiliano Amor      |     |
| 17    | DEF   | Gabriel Suazo      |     |
| 22    | MED   | Bryan Soto         | 87' |
| 34    | MED   | Vicente Pizarro    | 45' |
| 5     | MED   | Leonardo Gil       |     |
| 36    | DEL   | Pablo Solari       | 75' |
| 11    | DEL   | Marcos Bolados     |     |
| 9     | DEL   | Javier Parraguez   | 90' |
| D. T. | D. T. | Gustavo Quinteros  |     |

| 1     | POR   | Franco Torgnascioli |     |
| 3     | DEF   | Denil Maldonado     | 84' |
| 5     | DEF   | Julio Barroso       |     |
| 24    | DEF   | Diego Oyarzún       |     |
| 28    | DEF   | Dilan Zúñiga        |     |
| 25    | MED   | Christopher Medina  | 65' |
| 20    | MED   | Rodrigo Echeverría  |     |
| 21    | MED   | Benjamín Berríos    | 65' |
| 8     | MED   | Gary Moya           | 71' |
| 10    | DEL   | Juan Cuevas         |     |
| 16    | DEL   | Matías Leiva        | 64' |
| D. T. | D. T. | Roberto Sensini     |     |

| 35 | Centrocampista | Joan Cruz         | 45' |
| 6  | Centrocampista | César Fuentes     | 75' |
| 13 | Defensa        | Bruno Gutiérrez   | 86' |
| 30 | Centrocampista | Ignacio Jara      | 87' |
| 32 | Delantero      | Luciano Arriagada | 90' |

| 7  | Delantero      | Maximiliano Cerato | 64' |
| 35 | Delantero      | Mitchell Wassenne  | 65' |
| 14 | Centrocampista | Cristián Bravo     | 65' |
| 37 | Delantero      | Rodrigo Díaz       | 71' |
| 4  | Defensa        | Álex Ibacache      | 84' |

| 55' · 67' | Pablo Solari Joan Cruz | 1:0 2:0 |

| 18' · 37' · 71' | Leonardo Gil Maximiliano Falcón Bryan Soto |

| 50' · 59' · 83' | Gary Moya Julio Barroso Mitchell Wassenne |

| Principal  | Piero Maza          |
| Asistentes | Christian Schiemann |
|            | Alejandro Molina    |
| Cuarto     | José Cabero         |

| VAR            | Christian Rojas |
| Asistentes VAR | Gustavo Ahumada |
|                | Claudio Urrutia |

|                    |     |     |
| Tiros              | 9   | 9   |
| Tiros a puerta     | 6   | 3   |
| Faltas             | 8   | 15  |
| Saques de esquina  | 3   | 1   |
| Penaltis           | 0   | 0   |
| Fueras de juego    | 1   | 4   |
| Posesión del balón | 61% | 39% |

| Alineación inicial |

| 1     | POR   | Brayan Cortés      |     |
| 16    | DEF   | Óscar Opazo        | 86' |
| 37    | DEF   | Maximiliano Falcón |     |
| 15    | DEF   | Emiliano Amor      |     |
| 17    | DEF   | Gabriel Suazo      |     |
| 22    | MED   | Bryan Soto         | 87' |
| 34    | MED   | Vicente Pizarro    | 45' |
| 5     | MED   | Leonardo Gil       |     |
| 36    | DEL   | Pablo Solari       | 75' |
| 11    | DEL   | Marcos Bolados     |     |
| 9     | DEL   | Javier Parraguez   | 90' |
| D. T. | D. T. | Gustavo Quinteros  |     |

| 1     | POR   | Franco Torgnascioli |     |
| 3     | DEF   | Denil Maldonado     | 84' |
| 5     | DEF   | Julio Barroso       |     |
| 24    | DEF   | Diego Oyarzún       |     |
| 28    | DEF   | Dilan Zúñiga        |     |
| 25    | MED   | Christopher Medina  | 65' |
| 20    | MED   | Rodrigo Echeverría  |     |
| 21    | MED   | Benjamín Berríos    | 65' |
| 8     | MED   | Gary Moya           | 71' |
| 10    | DEL   | Juan Cuevas         |     |
| 16    | DEL   | Matías Leiva        | 64' |
| D. T. | D. T. | Roberto Sensini     |     |

| 35 | Centrocampista | Joan Cruz         | 45' |
| 6  | Centrocampista | César Fuentes     | 75' |
| 13 | Defensa        | Bruno Gutiérrez   | 86' |
| 30 | Centrocampista | Ignacio Jara      | 87' |
| 32 | Delantero      | Luciano Arriagada | 90' |

| 7  | Delantero      | Maximiliano Cerato | 64' |
| 35 | Delantero      | Mitchell Wassenne  | 65' |
| 14 | Centrocampista | Cristián Bravo     | 65' |
| 37 | Delantero      | Rodrigo Díaz       | 71' |
| 4  | Defensa        | Álex Ibacache      | 84' |

| 55' · 67' | Pablo Solari Joan Cruz | 1:0 2:0 |

| 18' · 37' · 71' | Leonardo Gil Maximiliano Falcón Bryan Soto |

| 50' · 59' · 83' | Gary Moya Julio Barroso Mitchell Wassenne |

| Principal  | Piero Maza          |
| Asistentes | Christian Schiemann |
|            | Alejandro Molina    |
| Cuarto     | José Cabero         |

| VAR            | Christian Rojas |
| Asistentes VAR | Gustavo Ahumada |
|                | Claudio Urrutia |

|                    |     |     |
| Tiros              | 9   | 9   |
| Tiros a puerta     | 6   | 3   |
| Faltas             | 8   | 15  |
| Saques de esquina  | 3   | 1   |
| Penaltis           | 0   | 0   |
| Fueras de juego    | 1   | 4   |
| Posesión del balón | 61% | 39% |

| Alineación inicial |

| 1     | POR   | Brayan Cortés      |     |
| 16    | DEF   | Óscar Opazo        | 86' |
| 37    | DEF   | Maximiliano Falcón |     |
| 15    | DEF   | Emiliano Amor      |     |
| 17    | DEF   | Gabriel Suazo      |     |
| 22    | MED   | Bryan Soto         | 87' |
| 34    | MED   | Vicente Pizarro    | 45' |
| 5     | MED   | Leonardo Gil       |     |
| 36    | DEL   | Pablo Solari       | 75' |
| 11    | DEL   | Marcos Bolados     |     |
| 9     | DEL   | Javier Parraguez   | 90' |
| D. T. | D. T. | Gustavo Quinteros  |     |

| 1     | POR   | Franco Torgnascioli |     |
| 3     | DEF   | Denil Maldonado     | 84' |
| 5     | DEF   | Julio Barroso       |     |
| 24    | DEF   | Diego Oyarzún       |     |
| 28    | DEF   | Dilan Zúñiga        |     |
| 25    | MED   | Christopher Medina  | 65' |
| 20    | MED   | Rodrigo Echeverría  |     |
| 21    | MED   | Benjamín Berríos    | 65' |
| 8     | MED   | Gary Moya           | 71' |
| 10    | DEL   | Juan Cuevas         |     |
| 16    | DEL   | Matías Leiva        | 64' |
| D. T. | D. T. | Roberto Sensini     |     |

| 35 | Centrocampista | Joan Cruz         | 45' |
| 6  | Centrocampista | César Fuentes     | 75' |
| 13 | Defensa        | Bruno Gutiérrez   | 86' |
| 30 | Centrocampista | Ignacio Jara      | 87' |
| 32 | Delantero      | Luciano Arriagada | 90' |

| 7  | Delantero      | Maximiliano Cerato | 64' |
| 35 | Delantero      | Mitchell Wassenne  | 65' |
| 14 | Centrocampista | Cristián Bravo     | 65' |
| 37 | Delantero      | Rodrigo Díaz       | 71' |
| 4  | Defensa        | Álex Ibacache      | 84' |

| 55' · 67' | Pablo Solari Joan Cruz | 1:0 2:0 |

| 18' · 37' · 71' | Leonardo Gil Maximiliano Falcón Bryan Soto |

| 50' · 59' · 83' | Gary Moya Julio Barroso Mitchell Wassenne |

| Principal  | Piero Maza          |
| Asistentes | Christian Schiemann |
|            | Alejandro Molina    |
| Cuarto     | José Cabero         |

| VAR            | Christian Rojas |
| Asistentes VAR | Gustavo Ahumada |
|                | Claudio Urrutia |

|                    |     |     |
| Tiros              | 9   | 9   |
| Tiros a puerta     | 6   | 3   |
| Faltas             | 8   | 15  |
| Saques de esquina  | 3   | 1   |
| Penaltis           | 0   | 0   |
| Fueras de juego    | 1   | 4   |
| Posesión del balón | 61% | 39% |

| Alineación inicial |

## Campeón
| Copa Chile            |
| Campeón               |
| Colo-Colo 13.º título |
|                       |

## Estadísticas

### Goleadores
- Fecha de Actualización: 4 de septiembre de 2021

| Jugador             | Equipo               | Anotado |
| ------------------- | -------------------- | ------- |
| Iván Morales        | Colo-Colo            | 5       |
| Pablo Solari        | Colo-Colo            | 4       |
| Juan Sánchez Sotelo | Palestino            | 4       |
| Luis Jiménez        | Palestino            | 4       |
| Joaquín Larrivey    | Universidad de Chile | 4       |
| Gabriel Costa       | Colo-Colo            | 3       |
| Alexander Oroz      | Deportes Iquique     | 3       |
| Rodrigo Echeverría  | Everton              | 3       |
| Bruno Barticciotto  | Palestino            | 3       |

### Autogoles
| Jugador           | Equipo             | Goles |
| ----------------- | ------------------ | ----- |
| Jonathan Salvador | Rangers            | 1     |
| Lucas Fasson      | Deportes La Serena | 1     |
| Jonathan Benítez  | Palestino          | 1     |